# Giovanni Francesco Lucchini
Giovanni Francesco Lucchini (Bérgamo, 1 de enero de 1755 - ibídem, 1826) fue un arquitecto italiano, conocido por el proyecto del Teatro Donizetti de Bérgamo.

## Semblanza

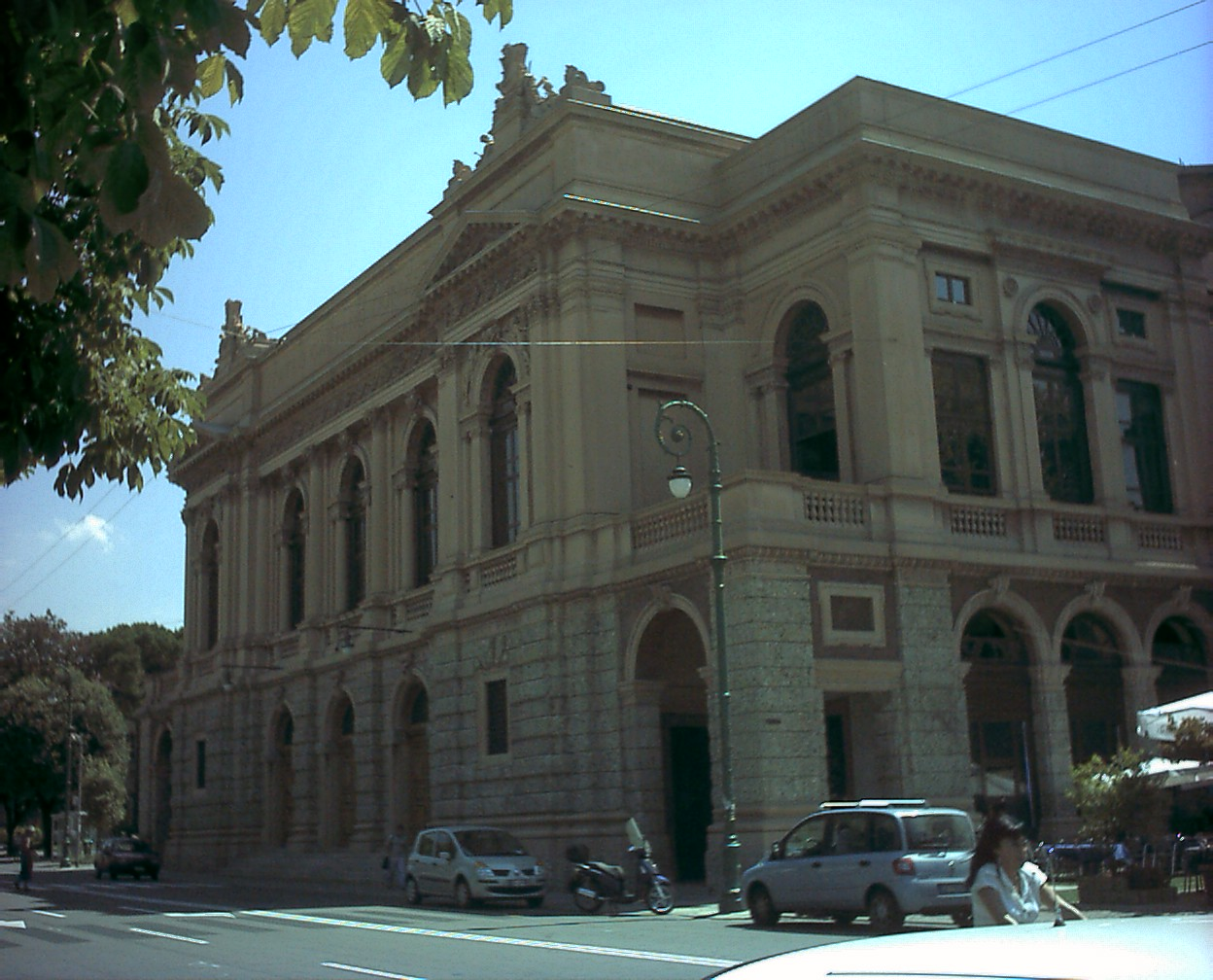
El teatro Riccardi ahora Donizetti

Era hijo de Luca Lucchini, arquitecto originario de Certenago.
En 1783 fue maestro de obra del Palacio Vailetti, sobre proyecto de Simone Cantoni. Posteriormente realizó la pequeña Iglesia de los Santos Simone y Giuda en Bérgamo.
También son suyos los planos del magnífico edificio neo-paladiano de la Casa de la Aduana de San Petersburgo (1829-1832), sede desde 1927 de la Casa Pushkin.